# Rhododendron rufum
Rhododendron rufum là một loài thực vật có hoa trong họ Thạch nam. Loài này được Batalin miêu tả khoa học đầu tiên năm 1891.

## Hình ảnh

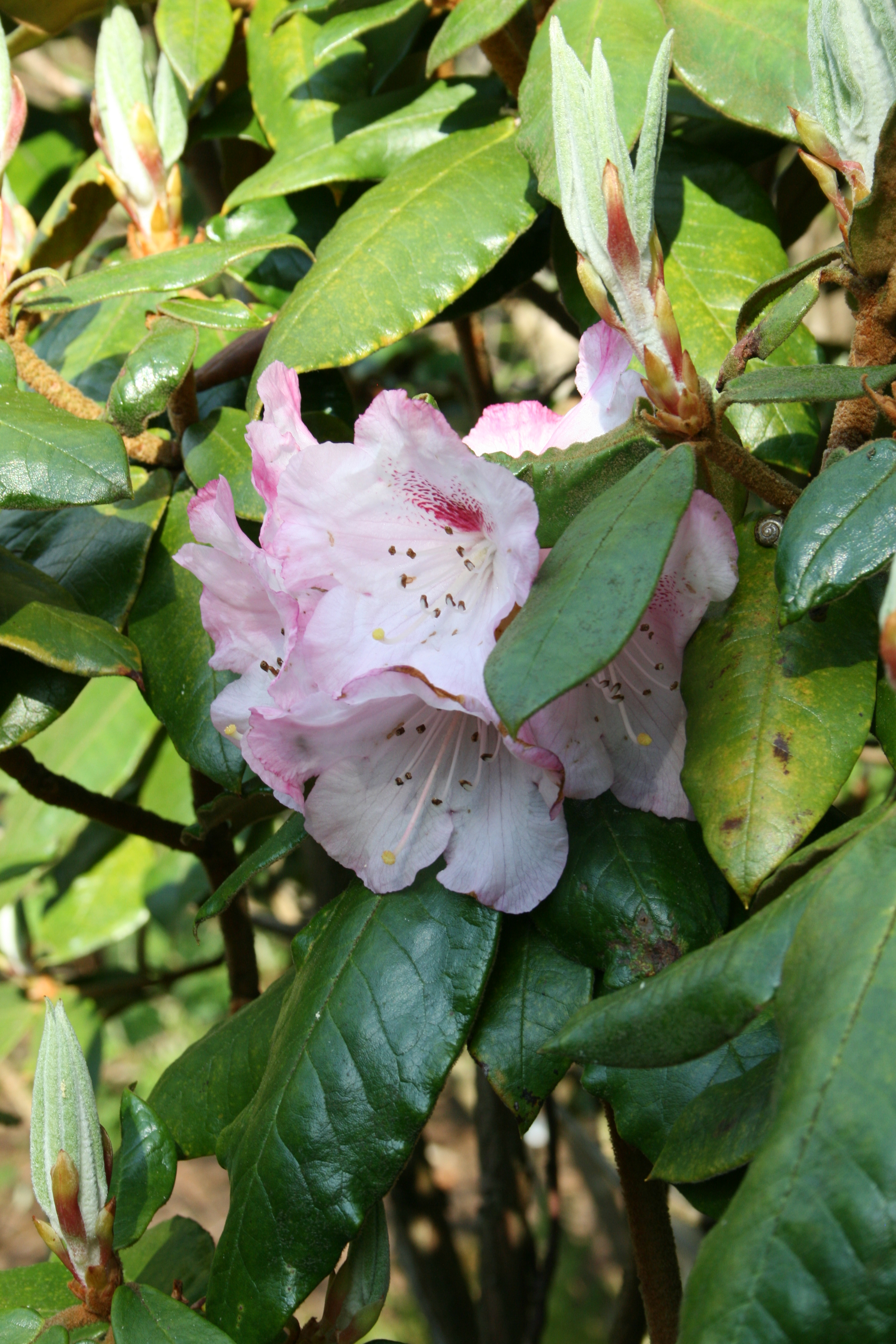